# 어청도 치동묘
어청도 치동묘는 전북특별자치도 군산시 옥도면 어청도리, 어청도에 있는 무덤이다. 2005년 12월 27일 군산시의 향토문화유산 제14호로 지정되었다.

## 개요
어청도 포구 마을 중앙에 자리하고 있는 치동묘는 중국 제나라 사람 전횡을 모시는 사당으로, 전횡장군은 백제시대 이래 어청도 주민들의 토속신앙의 대상이 되었던 인물이다. 치동묘는 전면 3칸, 측면 1칸, 높이 2m의 목조기와 형태이다.